# Evan Jenkins

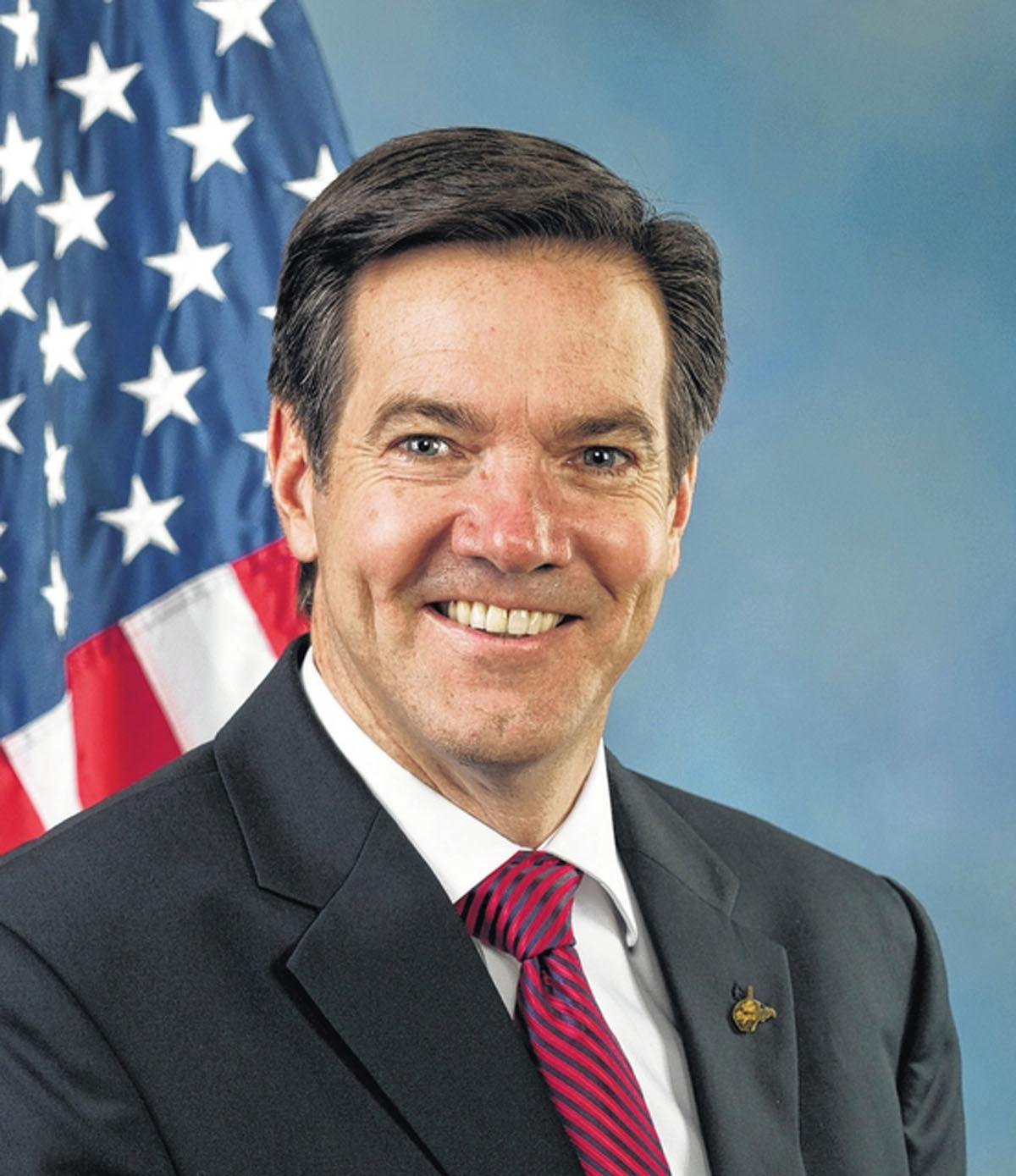
Evan Jenkins (2015)

Evan Hollin Jenkins (* 12. September 1960 in  Huntington, West Virginia) ist ein US-amerikanischer Politiker. Von Januar 2015 bis September 2018 vertrat er den Bundesstaat West Virginia im US-Repräsentantenhaus. Er kandidierte erfolglos in der Vorwahl für den US-Senat 2018 und wurde 2018 zum Interimsrichter im West Virginia Supreme Court of Appeals ernannt.

## Werdegang
Evan Jenkins studierte bis 1983 an der University of Florida in  Gainesville. Nach einem anschließenden Jurastudium an der Cumberland School of Law bei der Samford University in Birmingham (Alabama) und seiner 1987 erfolgten Zulassung als Rechtsanwalt begann er in diesem Beruf zu arbeiten. Außerdem war er zwischenzeitlich Geschäftsführer der West Virginia State Medical Association und Co-Vorsitzender des staatlichen Gesundheitskomitees bei der Handelskammer von West Virginia. An der Marshall University in seiner Heimatstadt Huntington hielt er auch juristische Vorlesungen.
Politisch schloss er sich zunächst der Demokratischen Partei an. Zwischen 1994 und 1998 saß er im Abgeordnetenhaus von West Virginia; von 2002 bis 2014 gehörte er dem Staatssenat an. Im Juli 2013 trat er zur Republikanischen Partei über. Bei der Wahl zum US-Repräsentantenhaus 2014 wurde Jenkins als deren Kandidat im dritten Kongresswahlbezirk West Virginias in den Kongress in Washington, D.C. gewählt, wo er am 3. Januar 2015 die Nachfolge des langjährigen Amtsinhabers Nick Rahall antrat, den er bei der Wahl geschlagen hatte. Jenkins wurde im November 2016 in seinem Mandat bestätigt und gehört dem am 3. Januar 2017 zusammengetretenen 115. Kongress der Vereinigten Staaten an. Jenkins ist bzw. war Mitglied im Bewilligungsausschuss und in drei Unterausschüssen.
Jenkins gab im Mai 2017 bekannt, bei der Wahl zum US-Senat im November 2018 für den Sitz anzutreten, den bisher der Demokrat Joe Manchin innehat. In der Vorwahl der Republikaner für diesen Senatssitz am 8. Mai 2018 unterlag er mit 29 Prozent der Wählerstimmen dem bisherigen Attorney General des Bundesstaats, Patrick Morrisey, der 35 Prozent erhielt. Jenkins stellte sich nicht zur Wiederwahl im Repräsentantenhaus, sodass sein Mandat am 3. Januar 2019 endete. Um seinen bisherigen Sitz konkurrierte eine große Zahl von Politikern beider Parteien; für die Republikaner setzte sich Carol Miller durch, für die Demokraten Richard Ojeda, die beide bisher der State Legislature angehörten.
Jenkins bewarb sich bei der Wahl im November 2018 um eine der Richterstellen beim West Virginia Supreme Court of Appeals, dem Obersten Gerichtshof des Bundesstaates. Am 25. August 2018 wurde er von Gouverneur Jim Justice interimistisch bis zur Wahl für diese Richterstelle bestimmt. Jenkins zog sich zum 30. September 2018 von seinem Kongressmandat zurück.